# أمامة أم فرقد العجلي
امامة أم فرقد العجلي صحابية ذهبت بابنها فرقد إلى الرسول محمد، وكانت له ظفائر، فمسحها وبارك عليها.